# Tony Revolori
Tony Revolori, pseudonimo di Anthony Quiñónez, talvolta accreditato come Tony Quinonez (Anaheim, 28 aprile 1996), è un attore statunitense.
È noto principalmente per aver interpretato il giovane Zero Moustafa nel film Grand Budapest Hotel e Flash Thompson nella trilogia di Spider-Man diretta da Jon Watts.

## Biografia
Di origine guatemalteca, Revolori è nato e cresciuto ad Anaheim, in California. È figlio di Sonia e Mario Quiñónez e fratello minore dell'attore Mario Revolori.
Revolori, che ha adottato come nome d'arte, è il cognome della nonna paterna.

## Carriera
Revolori ha iniziato a recitare all'età di 2 anni in uno spot televisivo. Dal 2006 ha cominciato ad ottenere delle piccole parti in alcune serie televisive tra cui Entourage, My Name Is Earl, e Shameless. Nel 2014 ha preso parte al film di Wes Anderson Grand Budapest Hotel, interpretando il giovane Zero Moustafa, al fianco di attori del calibro di Ralph Fiennes, Edward Norton e Tilda Swinton. Anderson, avendo già un'idea chiara sull'aspetto che il giovane Zero avrebbe dovuto avere, concluse la serie di provini internazionali prendendo in considerazione solo due ragazzi: Revolori e suo fratello Mario. Infine è stato scelto Tony. Dato il grande successo del film, vincitore perfino di quattro Premi Oscar, la popolarità di Revolori è cresciuta notevolmente.
Nel 2015 è stato protagonista insieme a Suraj Sharma del film indiano Umrika, inoltre ha preso parte alla commedia drammatica Dope - Follia e riscatto, film prodotto da Forest Whitaker, Pharrell Williams e Sean Combs. Nell'anno successivo è apparso nel film d'avventura La quinta onda, adattamento cinematografico dell'omonimo romanzo con protagonista Chloë Grace Moretz.
Nel 2017 viene scelto per interpretare il ruolo di Flash Thompson, compagno di scuola di Peter Parker, in Spider-Man: Homecoming, secondo reboot del franchise cinematografico Spider-Man. Viene confermato nel ruolo anche per i successivi film Spider-Man: Far from Home (2019) e Spider-Man: No Way Home (2021).

## Vita privata
Revolori suona la chitarra, il pianoforte, il basso e canta.

## Filmografia

### Cinema
- The Perfect Game, regia di William Dear (2009)
- Grand Budapest Hotel (The Grand Budapest Hotel), regia di Wes Anderson (2014)
- Umrika, regia di Prashant Nair (2015)
- Dope - Follia e riscatto (Dope), regia di Rick Famuyiwa (2015)
- La quinta onda (The 5th Wave), regia di J Blakeson (2016)
- Lowriders, regia di Ricardo de Montreuil (2016)
- L'autostrada (Take the 10), regia di Chester Tam (2017)
- Tavolo n.19 (Table 19), regia di Jeffrey Blitz (2017)
- Spider-Man: Homecoming, regia di Jon Watts (2017)
- Spider-Man: Far from Home, regia di Jon Watts (2019)
- Il rumore della vita (The Sound of Silence), regia di Michael Tyburski (2019)
- The French Dispatch of the Liberty, Kansas Evening Sun, regia di Wes Anderson (2021)
- Spider-Man: No Way Home, regia di Jon Watts (2021)
- Scream VI, regia di Matt Bettinelli-Olpin e Tyler Gillett (2023)
- Asteroid City, regia di Wes Anderson (2023)

### Televisione
- The Unit - serie TV, episodio 1x04 (2006) non accreditato[9]
- Entourage - serie TV, episodio 4x01 (2007)
- Ernesto, regia di Marc Buckland - film TV (2008)
- My Name Is Earl - serie TV, episodio 4x19 (2009)
- Padre in affitto (Sons of Tucson) - serie TV, episodio 1x04 (2010)
- Shameless - serie TV, episodio 3x02 (2013)
- Fitz and Slade, regia di Adam Marcus - film TV (2013)
- Nuclear Family - serie TV, episodio "How to Buy Drugs" (2016)
- Son of Zorn - serie TV, episodi 5 episodi (2016)
- Workaholics - serie TV, episodio 7x10 (2017)
- Willow - serie TV, 8 episodi (2022-in corso)

### Doppiatore
- Il ragazzo e l'airone (Kimi-tachi wa dō ikiru ka), regia di Hayao Miyazaki (2023)[10]
- Star Wars: Rebuild the Galaxy, regia di Chris Buckley (2024)

### Cortometraggi
- Nebraska, regia di Olga Zurawska (2004)
- Smother, regia di Luis Gispert (2008)
- Spout, regia di Alex Munoz (2009)
- Special Delivery, regia di Greg Ash (2014)

## Teatro
- Mercury Fur di Philip Ridley. Pershing Square Signature Center di New York (2015)
- Speech & Debate di Stephen Karam. Trafalgar Studios di Londra (2017)

## Riconoscimenti
- 2014 – Florida Film Critics Circle Awards[11]
  - Miglior cast per Grand Budapest Hotel
- 2014 – Detroit Film Critics Society[12]
  - Miglior cast per Grand Budapest Hotel
- 2014 – Chicago Film Critics Association Award[13]
  - Candidatura come Miglior attore promettente per Grand Budapest Hotel
- 2014 – Phoenix Film Critics Society Awards[14]
  - Candidatura come Miglior giovane attore protagonista o non protagonista per Grand Budapest Hotel
- 2014 – San Diego Film Critics Society Awards[senza fonte]
  - Candidatura al Miglior cast per Grand Budapest Hotel
- 2014 – St. Louis Film Critics Association Awards[15]
  - Candidatura come Miglior attore non protagonista per Grand Budapest Hotel
- 2014 – Washington DC Area Film Critics Association Awards[16]
  - Candidatura come Miglior attore giovane per Grand Budapest Hotel
  - Candidatura al Miglior cast per Grand Budapest Hotel

- 2015 – Central Ohio Film Critics Association Awards[17]
  - Miglior cast per Grand Budapest Hotel
- 2015 – Georgia Film Critics Association[18]
  - Miglior cast per Grand Budapest Hotel
- 2015 – Saturn Awards[19]
  - Candidatura come Miglior attore emergente per Grand Budapest Hotel
- 2015 – Critics' Choice Movie Award[20]
  - Candidatura come Miglior giovane interprete per Grand Budapest Hotel
  - Candidatura al Miglior cast per Grand Budapest Hotel
- 2015 – Screen Actors Guild Awards[21]
  - Candidatura al Miglior cast per Grand Budapest Hotel

## Doppiatori italiani
Nelle versioni in italiano dei opere in cui ha recitato, Tony Revolori è stato doppiato da:
- Mattia Nissolino in Spider-Man: Homecoming, Spider-Man: Far from Home, Spider-Man: No Way Home, Willow
- Manuel Meli in Grand Budapest Hotel, Dope - Follia e riscatto, Scream VI
- Mirko Cannella in Lowriders, Asteroid City
- Niccolò Guidi in La quinta onda
- Marco Barbato in Son of Zorn
- Alessandro Vanni in Tavolo n. 19

Da doppiatore è stato sostituito da:
- Manuel Meli in Lego Star Wars: Rebuild the Galaxy